# Centre historique de la laine et de la mode
Le Centre historique de la laine et de la mode, occupant l'ancienne fabrique Dethier devenue l'usine Bettonville est un ensemble d'immeubles classés du XIXe siècle situés dans la ville de Verviers en Belgique (province de Liège).

## Localisation
Cet ensemble de bâtiments est situé à Verviers, en rive droite de la Vesdre, aux nos 24 à 32 de la rue de la Chapelle, une ancienne artère pavée du quartier de Hodimont. Les immeubles sis aux nos 24, 26, 28 et 32 sont alignés du même côté de la rue alors que le no 30 se situe en retrait de la voirie avec un accès par un portique placé entre le no 28 et le no 32.

## Historique
Ces immeubles sont construits  à partir de 1802 comme ateliers textiles et maisons d'habitation pour P. H. Dethier d'après les plans de l'architecte liégeois M. Beyne à la place qu'occupaient d'anciens immeubles. Ensuite, ces biens deviennent la propriété de la famille Grand'Ry puis Poswick en 1813 et Bettonville en 1855 jusqu'en 1976, année de la cession à la ville de Verviers qui rénove les bâtiments à la fin du XXe siècle.

## Description

### Rue de la Chapelle,no24(ancien hôtel Dethier)
La façade du no 24 possède neuf travées et trois niveaux (deux étages). Le soubassement est réalisé en pierre calcaire équarrie et le reste de la façade est élevé en brique avec encadrements droits en pierre calcaire. Les neuf travées forment trois groupes de trois travées limitées de pilastres à refends. Les trois travées centrales sont surmontées d'un fronton triangulaire. La porte d'entrée est située sur la deuxième travée en partant de la gauche. 

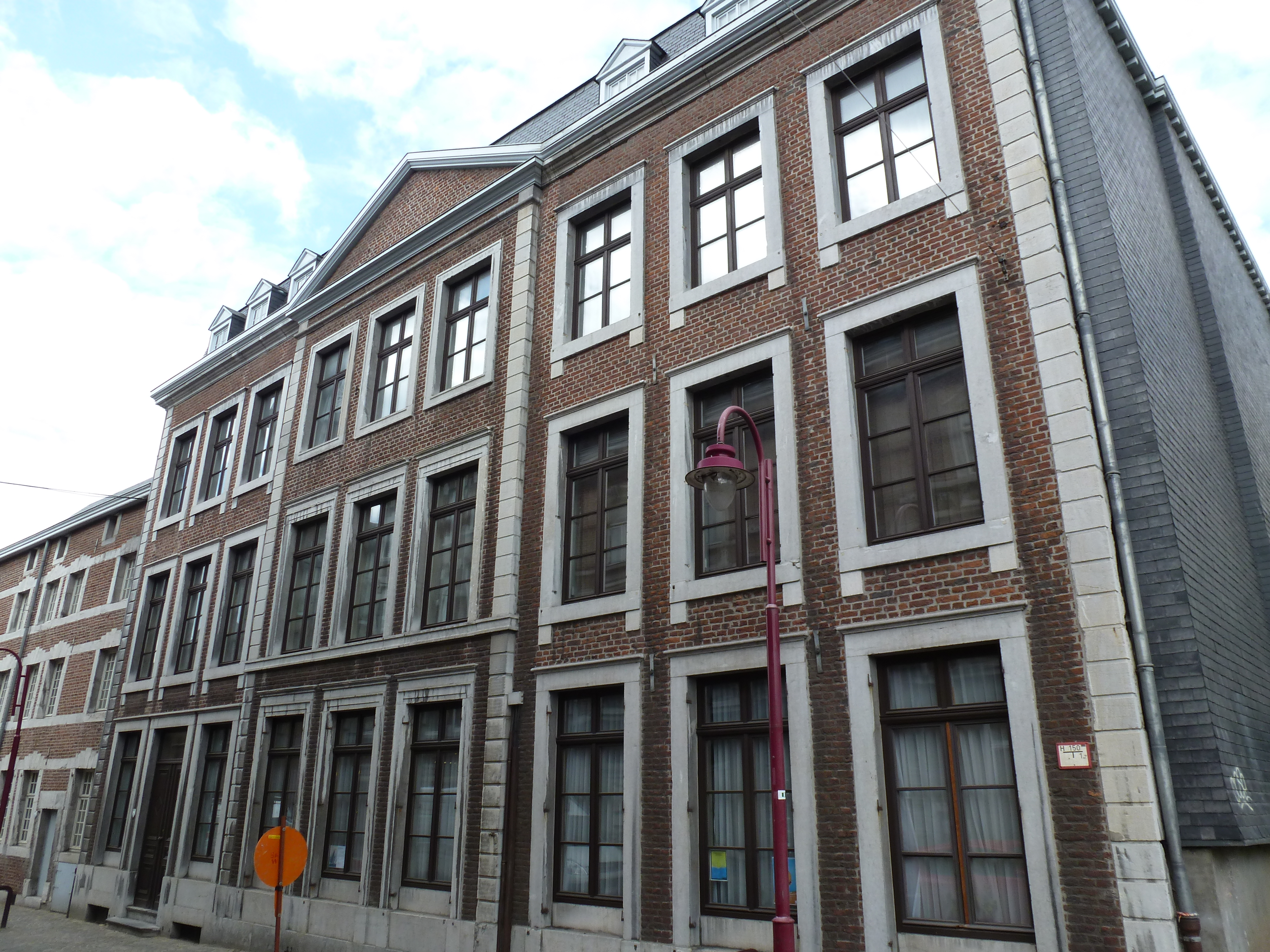
Rue de la Chapelle, 24

### Rue de la Chapelle,nos26/28
Huit travées sur trois niveaux et demi (deux étages et demi) constituent la façade avant de la double maison sise aux nos 26/28. Les linteaux sont composés de claveaux et sont rejoints entre eux par des bandeaux de pierre calcaire tout comme les appuis. Les deux portes d'entrée, simples et basses, jouxtent deux portes de cave.

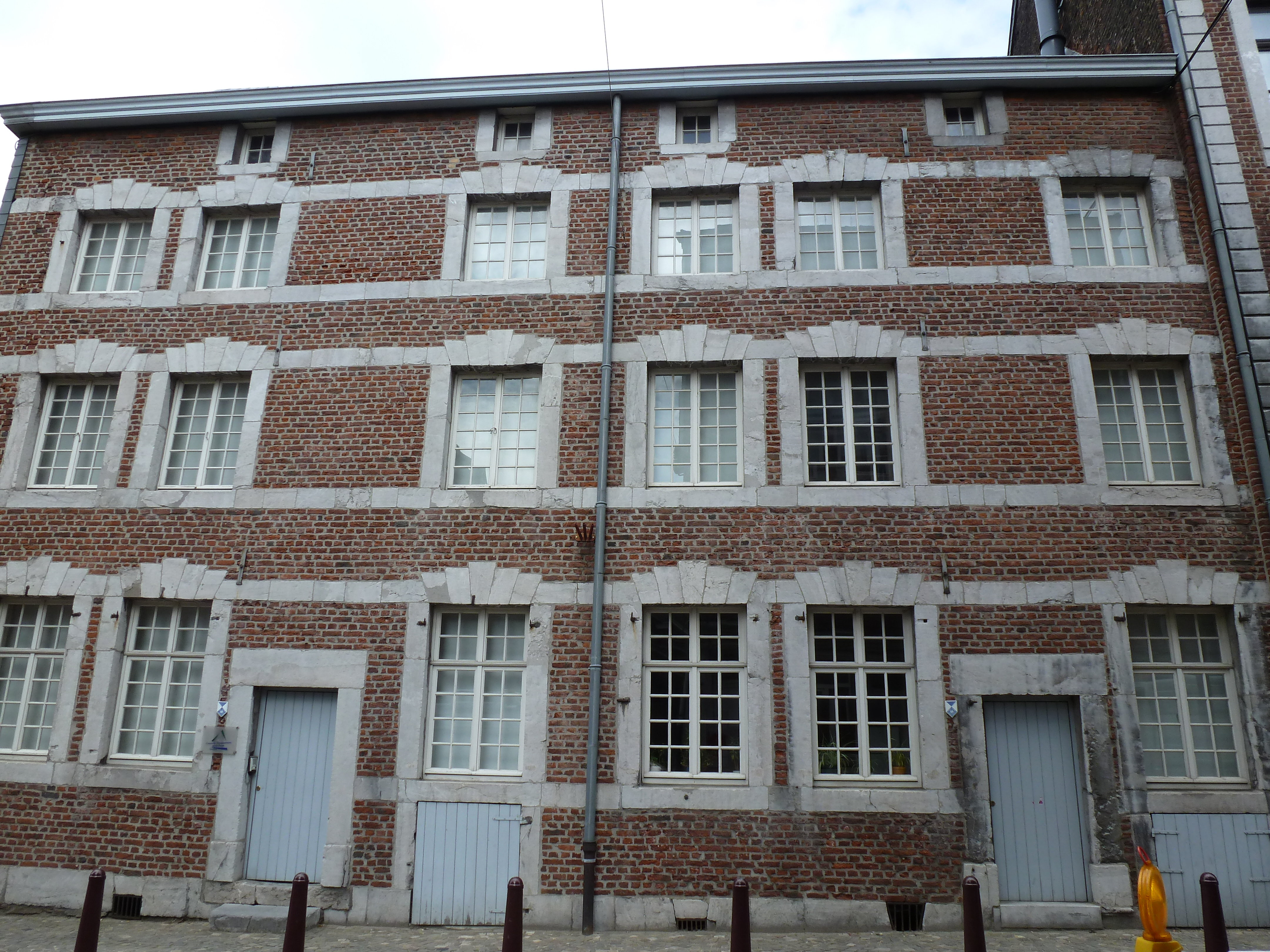
Rue de la Chapelle, 26/28

### Rue de la Chapelle,no30(ancienne usine Bettonville)
Construit en L autour d'une cour pavée intérieure d'environ 450 m2, à l'arrière des immeubles sis aux nos 24 et 26/28 et accessible par un portique classé, cet imposant immeuble possède dix-sept travées parallèles à la rue et sept travées perpendiculaires sur trois niveaux (deux étages). Le soubassement est réalisé en pierre calcaire équarrie et le reste de la façade est élevé en brique avec encadrements en pierre calcaire. Le rez-de-chaussée se compose de baies cintrées alors que les étages sont percés de baies rectangulaires. L'entrée principale constituée d'un large et haut portail cintré sous linteau droit à larmier et encadré de refends occupe les onzième et douzième travées en partant de la gauche et deux niveaux.

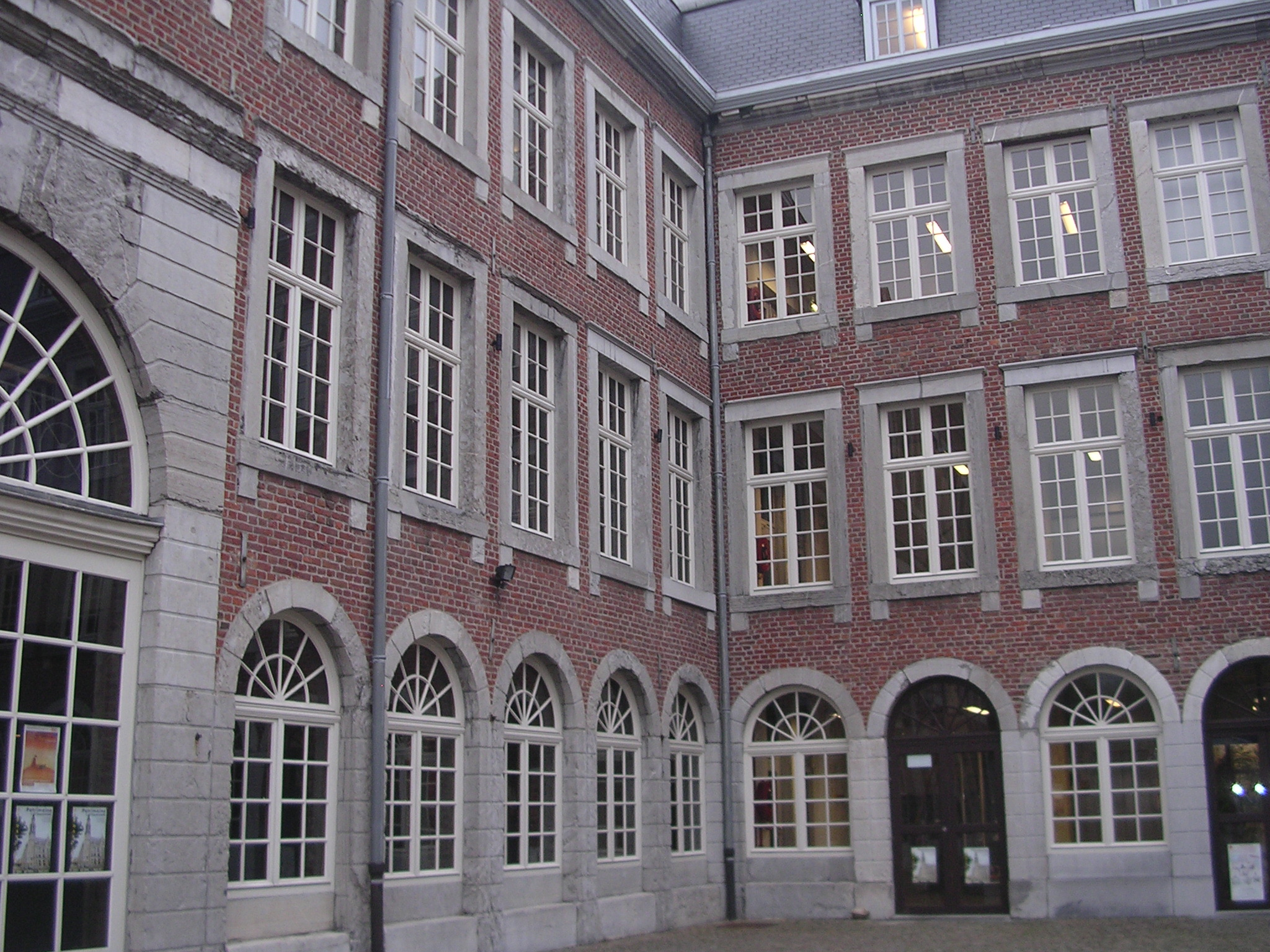
Rue de la Chapelle, 30

### Rue de la Chapelle,no32
L'immeuble situé au no 32 possède une façade avant de quatre travées et deux niveaux (un étage) plus un étage mansardé mais sans porte d'entrée. Au rez-de-chaussée, se trouvent trois baies jointives à linteaux droits et une baie avec linteaux à claveaux sur la travée de droite. À l'étage, on peut voir d'anciennes baies jointives dont la centrale a été murée avec linteaux à claveaux. 

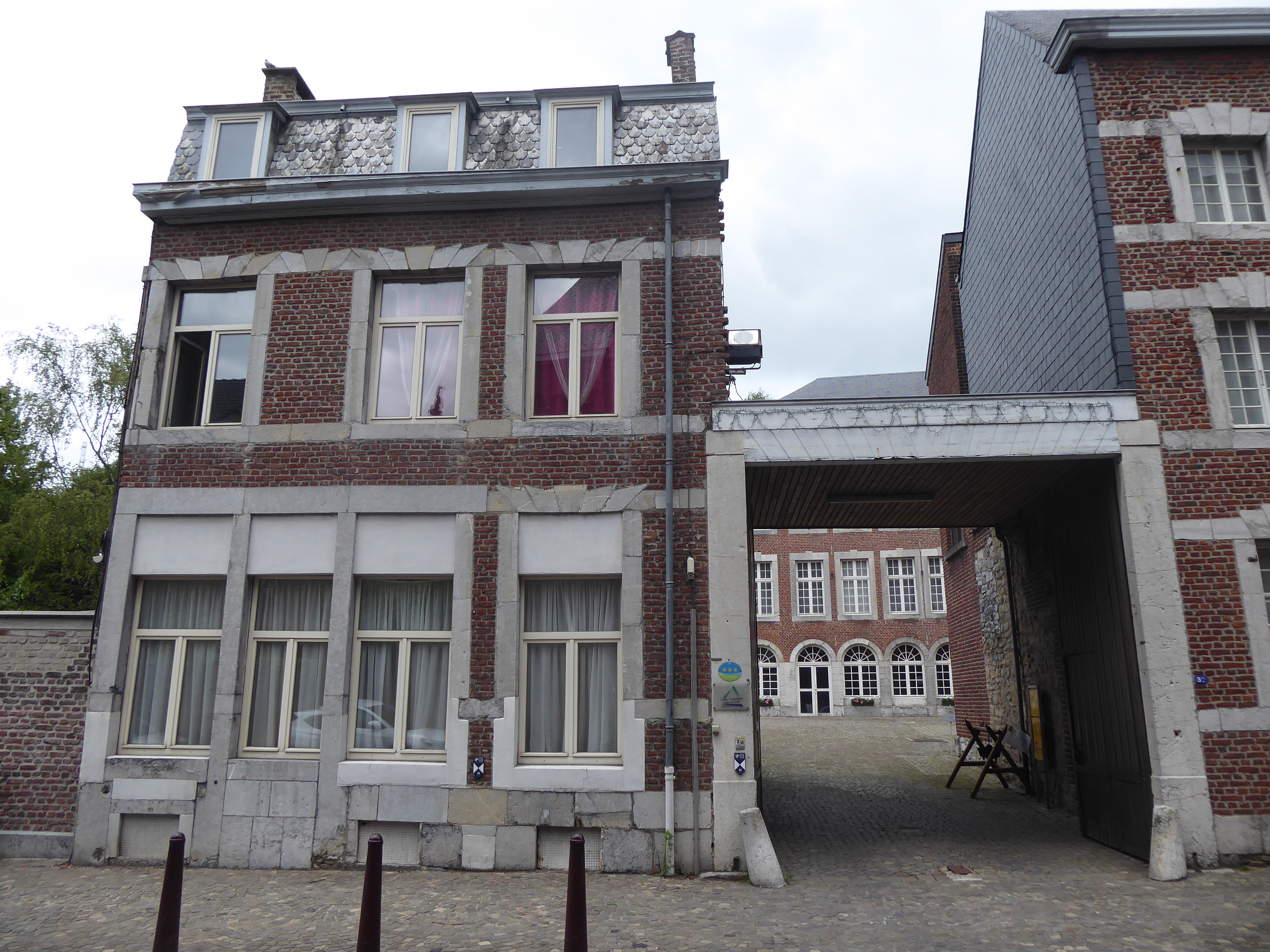
Rue de la Chapelle, 32 et le portique du no 30

## Centre historique de la laine et de la mode
Depuis 1999, le Centre historique de la laine et de la mode, faisant partie de l'ASBL Aqualaine, occupe les bâtiments. Le parcours des visiteurs de ce musée est articulé autour du thème de la laine.